# Aslan Maschadov
Aslan Maschadov (tjetjenska: Аслан Али кӏант Масхадан; ryska: Аслан Алиевич Масхадов), född 21 september 1951 i Karaganda, Kazakiska SSR, Sovjetunionen, död 8 mars 2005 i Tolstoj-Jurt, Tjetjenien, var en tjetjensk militär och politiker. 
Aslan Maschadov blev överste i Röda armén och var under kalla kriget stationerad i bland annat Ungern. Sedan ett självständigt Tjetjenien utropats blev han stabschef för dess armé. Han ledde de tjetjenska rebellstyrkorna under det första Tjetjenienkriget 1994–1996 och var den tjetjenska sidans chefsförhandlare i de förhandlingar som avslutade kriget.
Maschadov uppfattades allmänt som mer pragmatisk än de andra tjetjenska rebelledarna. Han valdes i januari 1997 till Tjetjeniens president i ett internationellt övervakat val. Den 8 mars 2005 meddelade ryska medier att Aslan Maschadov skjutits ihjäl av ryska specialstyrkor och tjetjenska grupper. Liket visades upp i rysk TV.